# Emma Kirkby
Dame Carolyn Emma Kirkby, DBE (Cambridge, Regne Unit, 26 de febrer de 1949), és una soprano anglesa, reconeguda com a especialista en música del Renaixement i barroca.

## Biografia
El seu pare, Geoffrey John Kirkby, era oficial de l'Armada reial britànica. Va estudiar al Somerville College, Oxford, i després fou professora d'anglès.
En principi, Emma Kirkby no tenia expectatives d'esdevenir cantant professional. Com a estudiant de clàssiques a la Universitat d'Oxford, i després mestra d'escola, cantava per mer gust en cors i petits grups, i es trobava més còmoda en el repertori renaixentista i barroc.

### Carrera professional
Es va unir al Cor Taverner el 1971, i el 1973 va començar la seva llarga vinculació amb el Consort of Musicke. Va participar en els primers enregistraments Decca Florilegium tant amb el Consort of Musicke com amb l'Acadèmia de Música Antiga ( Academy of Ancient Music), en un temps en què la major part de les sopranos no trobaven el so adequat per cantar amb instruments antics. Per tant, va haver de desenvolupar la seva pròpia tècnica, amb l'ajuda de Jessica Cash a Londres, així com dels directors, cantants i instrumentistes amb els quals ha treballat al llarg dels anys.
Ha mantingut llargues relacions amb grups de cambra i orquestres de música antiga, en particular amb la London Baroque, l'Orquestra Barroca de Friburg (Freiburger Barockorchester), L'Orfeo (de Linz) i l'Orquestra del Segle de les Llums (Orchestra of the Age of Enlightenment), així com grups posteriors, com el Palladian Ensemble i Florilegium.

### Enregistraments
Ha realitzat més d'un centenar d'enregistraments de tota classe, des de seqüències de Hildegard von Bingen fins a madrigals del Renaixement anglès i italià, cantates i oratoris del barroc, obres de Mozart, Haydn i J. C. Bach. Enregistraments recents inclouen: "Handel - Opera Arias and Overtures 2" per Hyperion, Cantates nupcials de Bach per Decca, Cantates de Bach 82 i 199 per Carus, i quatre projectes per BIS: amb London Baroque, un dels motets de Händel i un de música nadalenca de Scarlatti, Bach i altres autors, amb la Royal Academy Baroque Orchestra el primer enregistrament de la recentment redescoberta "Glòria" de Händel, i amb el grup Romantic Chamber de Londres, "Chanson d'amour" - cançons de la compositora nord-americana Amy Beach, que va morir a 1944, una antologia, "Classical Kirkby", dissenyada i interpretada amb Anthony Rooley, també per al segell BIS.
El 1999 va ser escollida Artista de l'Any pels oients de la cadena de ràdio clàssica Classic FM Ràdio, i el novembre de 2000 va rebre l'Orde de l'Imperi Britànic.
Va aconsellar en els inicis de la seva carrera a la soprano alemanya Gundula Anders, va ser alumna de Jessica Cash.